# Sky Scrapper
Sky Scrapper sont des montagnes russes volantes parc World Joyland, situé dans le district de Wujin, dans la province de Jiangsu, en Chine. Elles ont été construites par Bolliger & Mabillard et ont ouvert le 30 avril 2011.

## Parcours

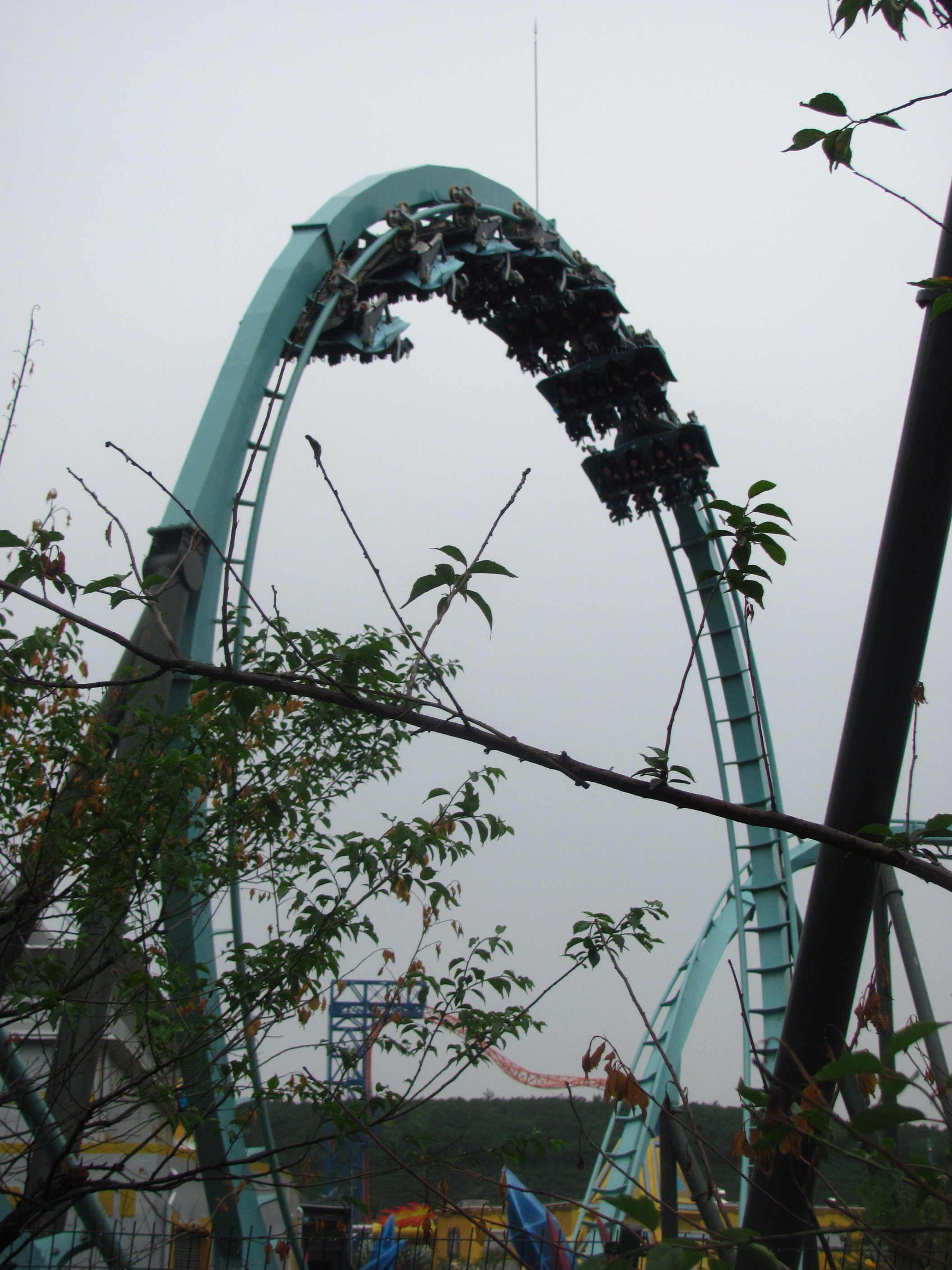
Le looping vertical.

Le parcours de Sky Scrapper fait cinq inversions : un inline twist, un Fly To Lie (une demi-inversion), un looping vertical, un Lie To Fly (une demi-inversion) et un double tire-bouchon.

## Trains
Sky Scrapper a deux trains de 7 wagons. Les passagers sont placés à 4 sur un rang pour un total de vingt-huit passagers par train.